# 33e Match des étoiles de la Ligue nationale de hockey
Match précédent Match suivant
Le 33e Match des étoiles de la Ligue nationale de hockey fut tenu le 10 février 1981 dans le domicile des Kings de Los Angeles, le The Forum (Inglewood). L'équipe représentant la Conférence Campbell l'emporta en prolongation par la marque de 4 à 1 aux dépens de la Conférence Prince de Galles. L'étoile de la rencontre fut le gardien Mike Liut des Blues de Saint-Louis qui bloqua tous les tirs dirigé contre lui. Wayne Gretzky inscrit son premier point lors d'un Match des étoiles en obtenant une passe sur le but de Behn Wilson en troisième période.

## Effectif

### Conférence Campbell
- Entraîneur-chef : Pat Quinn ; Flyers de Philadelphie.

Gardiens de buts
- 01 Mike Liut ; Blues de Saint-Louis.
- 33 Pete Peeters ; Flyers de Philadelphie.

Défenseurs :
- 02 Bob Dailey ; Flyers de Philadelphie.
- 03 Behn Wilson ; Flyers de Philadelphie.
- 04 Rob Ramage ; Rockies du Colorado.
- 05 Denis Potvin ; Islanders de New York.
- 06 Bob Murray ; Blackhawks de Chicago.
- 25 Kevin McCarthy ; Canucks de Vancouver.

Attaquants :
- 07 Bill Barber, AG ; Flyers de Philadelphie.
- 10 Wayne Babych, AD ; Blues de Saint-Louis.
- 11 Mike Gartner, C ; Capitals de Washington.
- 12 Morris Lukowich, AG ; Jets de Winnipeg.
- 14 Bob Bourne, C ; Islanders de New York.
- 15 Kent Nilsson, C ; Flames de Calgary.
- 17 Paul Holmgren, AD ; Flyers de Philadelphie.
- 18 Eddie Johnstone, AD ; Rangers de New York.
- 22 Dave Williams, AG ; Canucks de Vancouver.
- 23 Mike Bossy, AD ; Islanders de New York.
- 24 Bernie Federko, C ; Blues de Saint-Louis.
- 99 Wayne Gretzky, C ; Oilers d'Edmonton.

### Conférence Prince de Galles
- Entraîneur-chef : Scotty Bowman ; Sabres de Buffalo.

Gardiens de buts :
- 01 Mario Lessard ; Kings de Los Angeles.
- 33 Don Beaupre ; North Stars du Minnesota.

Défenseurs :
- 02 Rod Langway ; Canadiens de Montréal.
- 04 Robert Picard ; Maple Leafs de Toronto.
- 05 Mark Howe ; Whalers de Hartford.
- 07 Raymond Bourque ; Bruins de Boston.
- 25 Randy Carlyle ; Penguins de Pittsburgh.
- 28 Reed Larson ; Red Wings de Détroit.

Attaquants
- 11 Charlie Simmer, AG ; Kings de Los Angeles.
- 12 Rick Middleton, AD ; Bruins de Boston.
- 14 Rick Kehoe, AD ; Penguins de Pittsburgh.
- 15 Bobby Smith, C ; North Stars du Minnesota.
- 16 Marcel Dionne, C ; Kings de Los Angeles.
- 18 Dave Taylor, AD ; Kings de Los Angeles.
- 17 Mike Rogers, C ; Whalers de Hartford.
- 20 Danny Gare, AD ; Sabres de Buffalo.
- 22 Steve Shutt, AG ; Canadiens de Montréal.
- 23 Bob Gainey, AG ; Canadiens de Montréal.
- 26 Peter Šťastný, C ; Nordiques de Québec.
- 27 John Ogrodnick, AD ; Red Wings de Détroit.

## Feuille de match
| No                                                                   | Score            | Équipe           | Buteur (Passeur(s))          | Temps            |                  |
| Première période                                                     | Première période | Première période | Première période             | Première période | Première période |
| -------------------------------------------------------------------- | ---------------- | ---------------- | ---------------------------- | ---------------- | ---------------- |
| 1                                                                    | 0-1              | Campbell         | Nilsson (Barber - Holmgren)  | 0:45             |                  |
| 2                                                                    | 0-2              | Campbell         | Barber (Johnstone)           | 8:02 DN          |                  |
| Pénalité : Suter (Camp.) retenu 8:51 ; Gartner (Gal.) trébuché 12:55 |                  |                  |                              |                  |                  |
| Deuxième période                                                     |                  |                  |                              |                  |                  |
| 3                                                                    | 0-3              | Campbell         | Babych (Johnstone - Federko) | 16:12            |                  |
| Pénalité : Aucune                                                    |                  |                  |                              |                  |                  |
| Troisième période                                                    |                  |                  |                              |                  |                  |
| 4                                                                    | 1-3              | Prince de Galles | Ogrodnick (Howe - Kehoe)     | 6:13             |                  |
| 5                                                                    | 1-4              | Campbell         | Wilson (Bossy - Gretzky)     | 10:18            |                  |
| Pénalité : Aucune                                                    |                  |                  |                              |                  |                  |

Gardiens :
- Campbell : Liut (31:43), Peeters (28:17, est entré à 11:43 de la 2e période).
- Prince de Galles : Beaupre (31:43), Lessard (28:17, est entré à 11:43 de la 2e période).

Tirs au but :
- Campbell (43) 18 - 13 - 12
- Prince de Galles (25) 09 - 08 - 08

Arbitres : Bryan Lewis
Juges de ligne : Jim Christison, Gerard Gauthier